# Deutsches Goldschmiedehaus

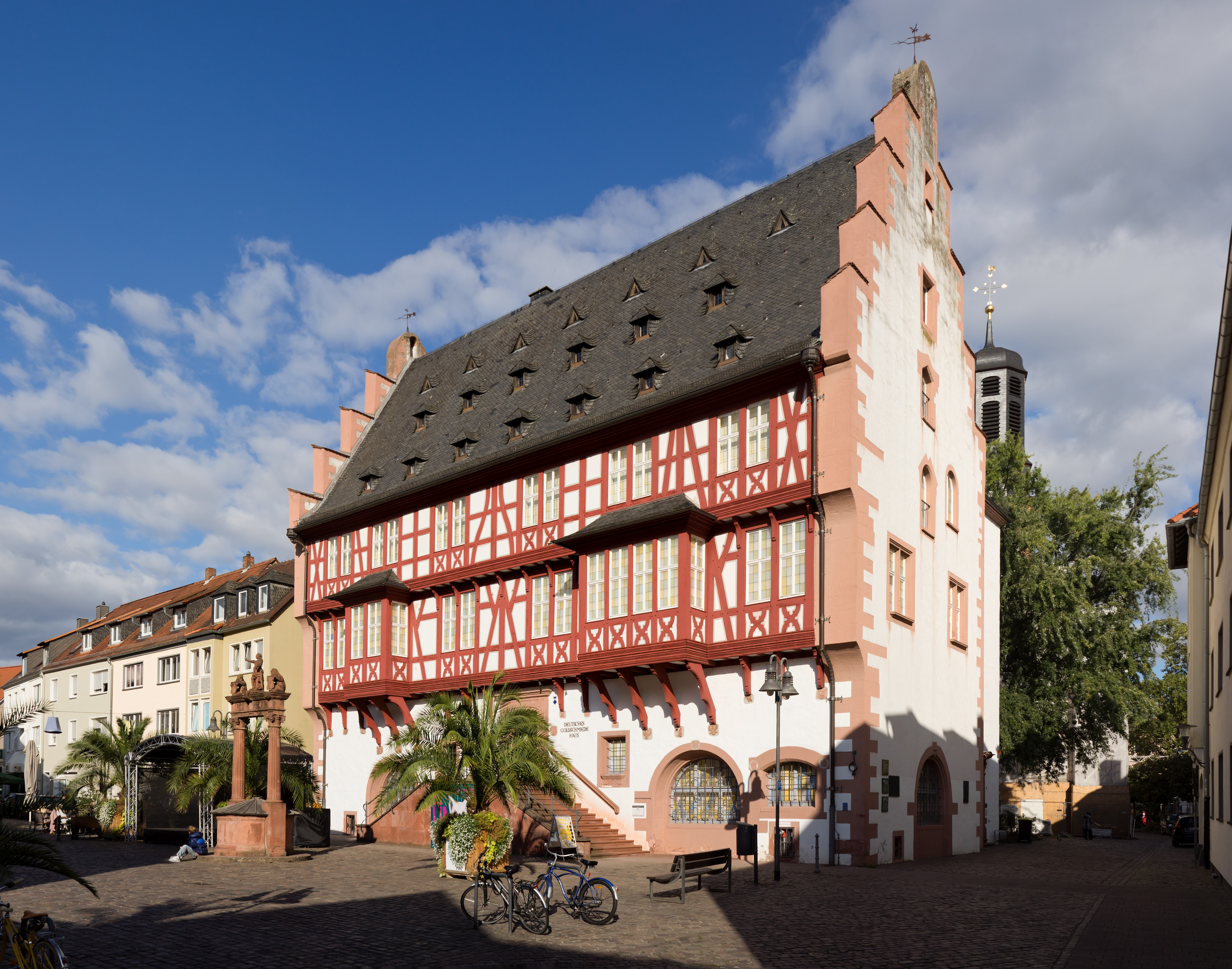
Altstädter Rathaus (2024)

Das Deutsche Goldschmiedehaus (ehemals Altstädter Rathaus) ist das ehemalige Rathaus der Altstadt Hanau, das seit dem Anfang des 20. Jahrhunderts museal genutzt wird. Geleitet wird es seit 1. Januar 2024 vom Kunsthistoriker Malte Guttek.

## Historischer Baubestand als Altstädter Rathaus

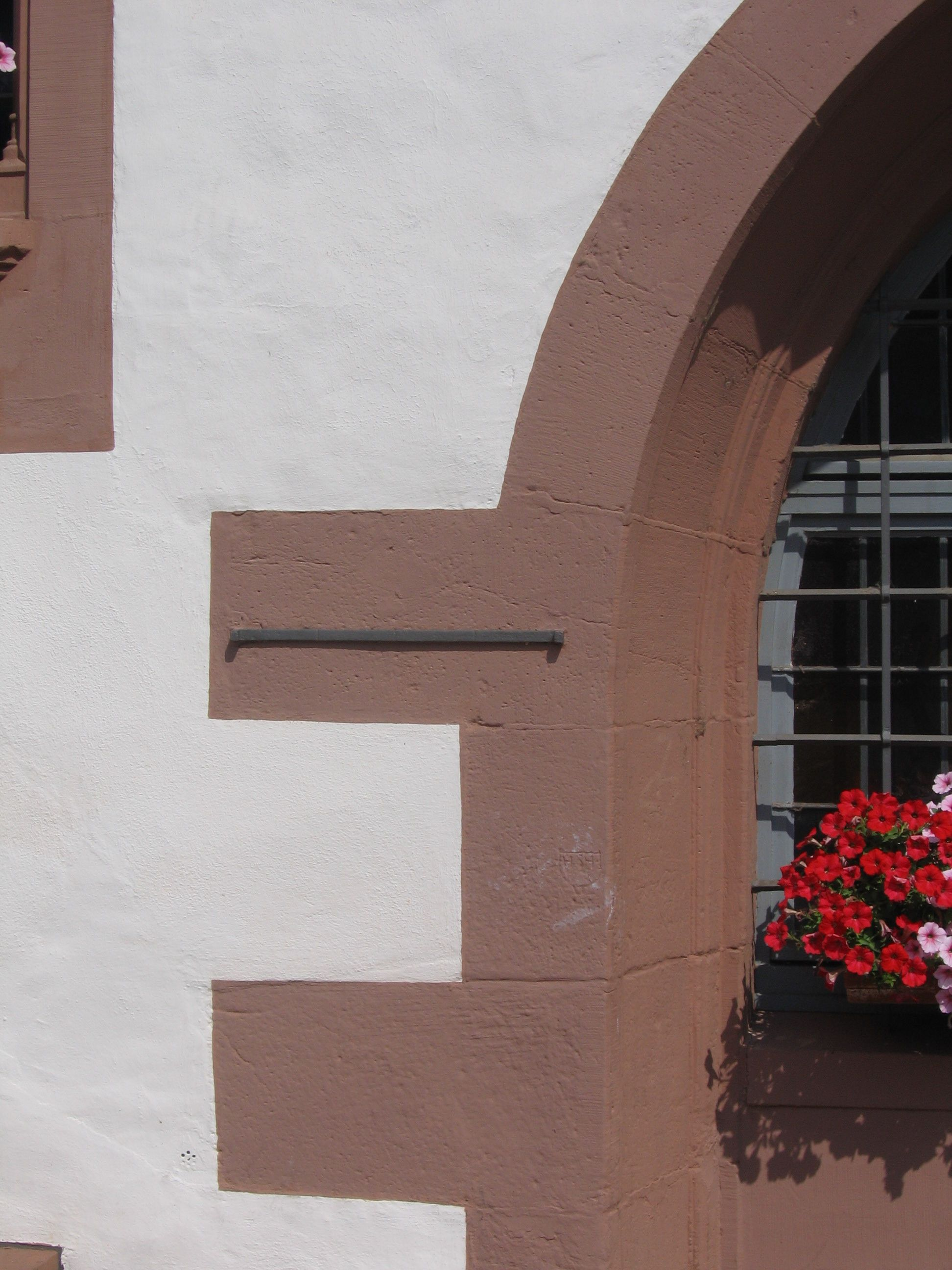
Elle am Erdgeschoss des früheren Altstädter Rathauses.

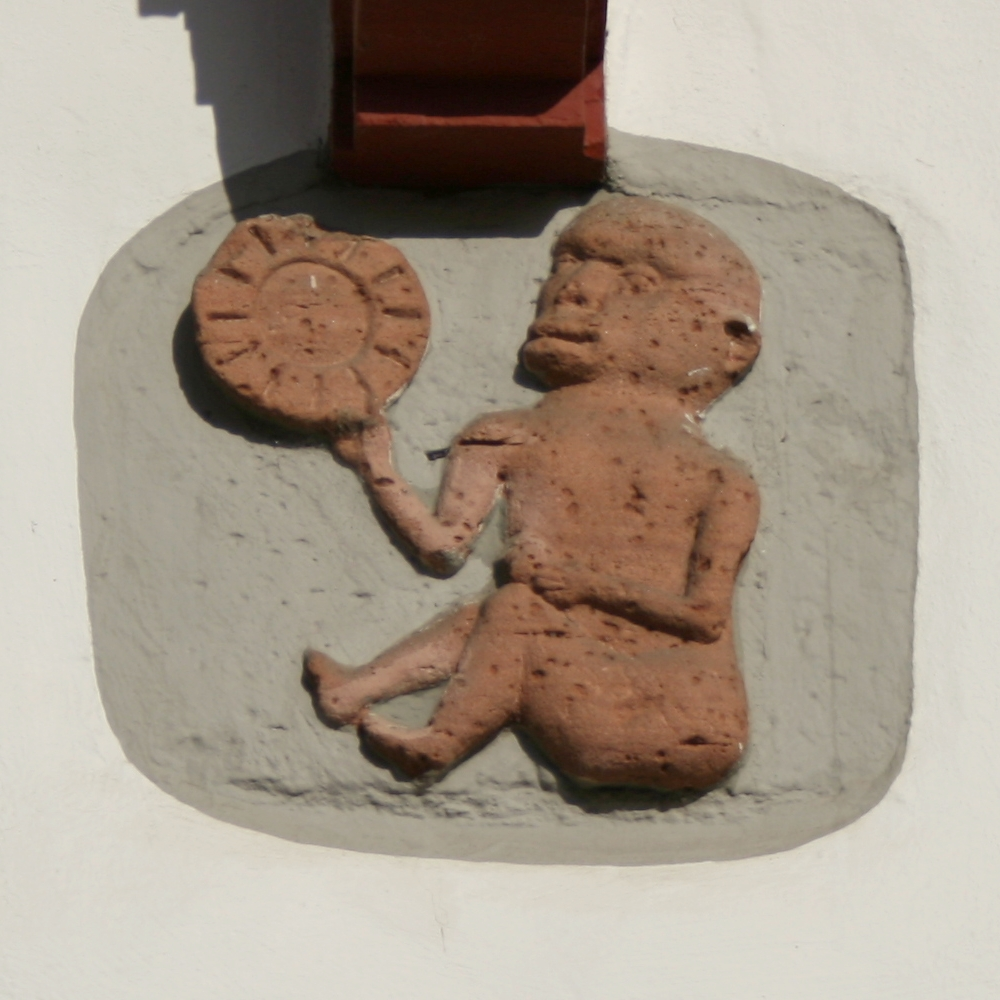
Eines der Sandsteinreliefs an der Fassade zeigt einen Affen mit Spiegel, ein beliebtes mittelalterliches Motiv für blinde Eigenliebe.

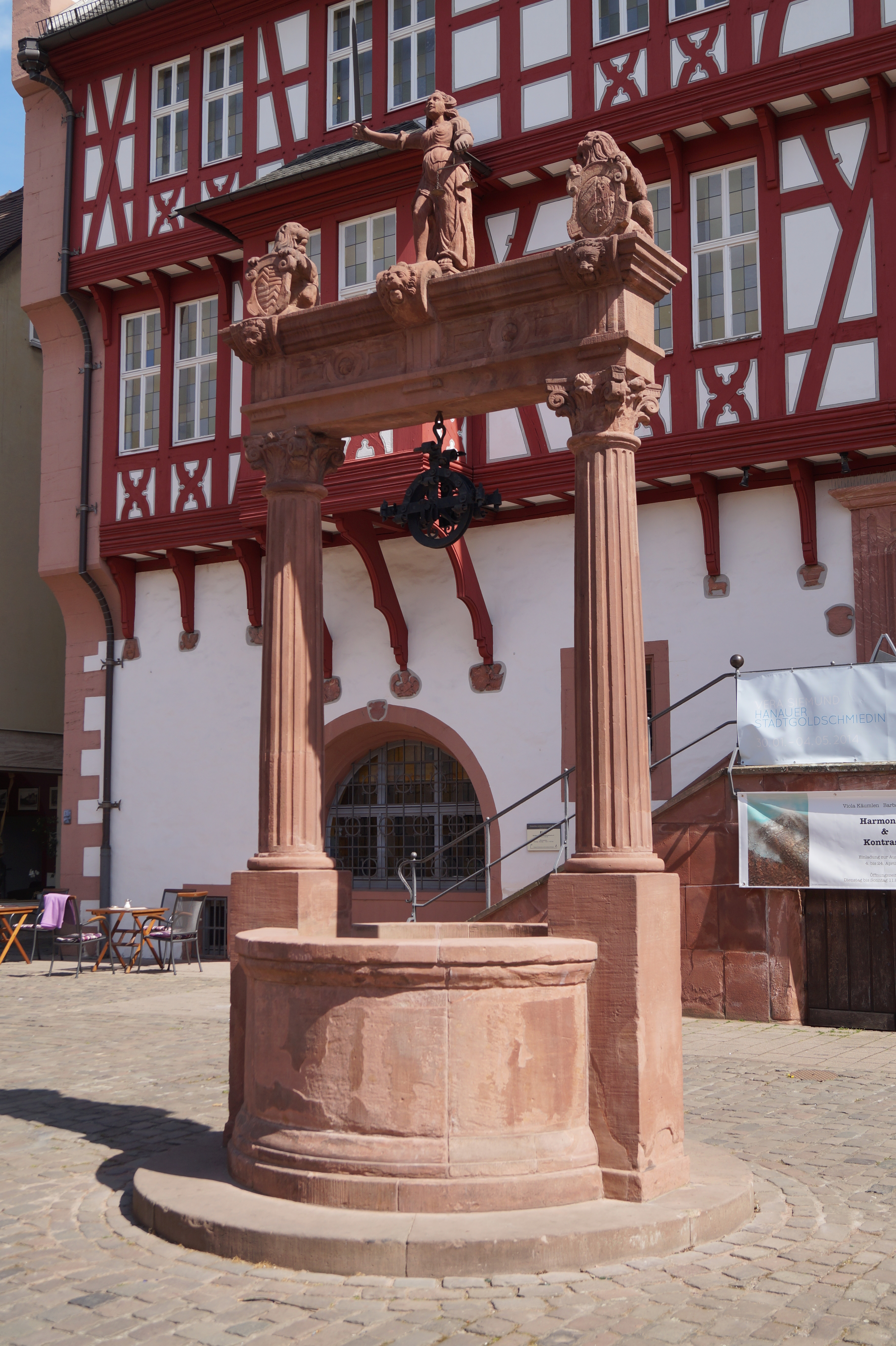
Gerechtigkeitsbrunnen auf dem Altstädter Markt vor dem Goldschmiedehaus.

Das Deutsche Goldschmiedehaus wurde als Fachwerkbau an der Längsseite des Altstädter Marktes zwischen zwei steinernen Giebelwänden und auf einem steinernen Sockelgeschoss errichtet. Mit seinem Staffelgiebel und hohen Satteldach war der solitäre Monumentalbau von Weitem sichtbar. Er entstammt der Spätgotik und Frührenaissance und wird durch eine Bauinschrift auf das Jahr 1538 datiert. Sein funktionaler Vorgängerbau als Rathaus aus dem 15. Jahrhundert stand an der gegenüberliegenden Seite des Marktplatzes (sogenanntes Spielhaus). Eine Gedenktafel am Haus „Altstädter Markt 1“ erinnert daran. Als Baumeister ist Konrad Speck bekannt, sowie die Steinmetze Hans von Gießen, Peter von Aschaffenburg und Hans von Lich.
Die zweiläufige Freitreppe am Deutschen Goldschmiedehaus wurde nach einem Entwurf von Christian Ludwig Hermann aus dem Jahr 1742 angefügt. Zahlreiche in der Fassade eingelassene Sandstein-Reliefsteine aus dem 14. bis 16. Jahrhundert zeigen Anspielungen auf Narrheit und Eigenliebe sowie Darstellungen von Fabelwesen oder des klugen Bürgertums – ein noch dem Mittelalter verpflichtetes Bildprogramm. Ursprünglich enthielt das Erdgeschoss laubenartige Verkaufshallen, der erste Stock den Ratssaal, Stube und Diele und das Obergeschoss eine Lagerhalle. In der Fassade als Eisenstab eingelassen ist eine Hanauer Elle, die für den Markt zum Einsatz kam.

### Gerechtigkeitsbrunnen
Der Sandstein-Brunnen vor dem Rathaus ist ein bedeutendes Werk renaissancezeitlicher Steinmetzkunst. Er wurde 1607/1608 vom Rat der Altstadt Hanau in Auftrag gegeben und von dem Büdinger Bildhauer Johannes Rab geschaffen. Der Brunnen wird bekrönt von Justitia mit Waage und Schwert. Die beiden Löwen links und rechts halten Wappenschilde mit den Wappen der Altstadt Hanau und den Grafen von Hanau-Münzenberg. Der Brunnenaufbau war ursprünglich farblich gestaltet.

### Funktion
Das Gebäude wurde 1538 auf dem Altstädter Markt als Hanauer Rathaus errichtet. 1821 zog die Stadtverwaltung in ein Haus in der Bangertstraße 2. Nachdem im dritten Jahrzehnt des 19. Jahrhunderts die Stadtverwaltungen der Altstadt und der Neustadt Hanau zusammengelegt wurden, war ein eigenes Rathaus für die Altstadt überflüssig. Sie befand sich jetzt insgesamt im Neustädter Rathaus. Das Rathausgebäude am Altstädter Markt wurde vorübergehend als Sitz des Landgerichts Hanau und danach von unterschiedlichen Schulen genutzt. Von 1902 bis Anfang der 1940er Jahre diente es als Museum des Hanauer Geschichtsvereins. In einem ehemals vorhandenen kleinen Hof befand sich ein Lapidarium. 1942 wurde ein Museum für Edelmetallkunst eingerichtet.

### Zerstörung 1945
Bei den Luftangriffen auf Hanau im März 1945 brannte das Gebäude bis auf die Grundmauern und die beiden Giebelwände nieder.

### Wiederaufbau
Der heutige Fachwerkbau ist eine stilgetreue Rekonstruktion aus den 1950er Jahren. Ein neues Treppenhaus wurde damals an die Rückseite angefügt. Entsprechend seiner Nutzung als Ausstellungsraum wurde beim Wiederaufbau auf die ursprüngliche Raumeinteilung verzichtet. An der Südseite erinnert eine Tafel an den Hanauer Chronisten und Musiklehrer Johann Daniel Wilhelm Ziegler (1809–1878).

### Spätere bauliche Änderungen
Anfang der 1980er Jahre wurden umfangreiche Renovierungs- und Modernisierungsmaßnahmen im Innenraum umgesetzt. Die zwei großen ausstellungssäle wurden neu gestaltet und mit neuen Vitrinen ausgestattet. 2004 wurde an der Rückseite des Gebäudes ein Erweiterungsbau hinzugefügt. Für einen barrierefreien Zugang zu allen Ausstellungsflächen wurde ein Aufzugsturm mit Sandsteinfassade ergänzt, ein ebenerdiges Foyer mit großen Glasfassaden zum Kirchplatz sowie moderne sanitäre Anlagen eingerichtet.:73  Im Rahmen des Umbaus fand an der Rückseite des Gebäudes, in dessen ehemaligem Hof, eine umfangreiche archäologische Ausgrabung statt, deren Auswertung seit 2021 vorliegt.

## Nutzung als Museum seit 1942 bis heute
Hanau bezeichnet sich auch als Stadt des edlen Schmuckes. Die Stadt weist eine bis zum Anfang des 17. Jahrhunderts zurückreichende Tradition des Silber- und Goldschmiede-Handwerks auf und ist mit der Staatlichen Zeichenakademie Sitz einer führenden Einrichtung zur Ausbildung von Goldschmieden und seit 1985 ebenso Sitz der Gesellschaft für Goldschmiedekunst e. V.

### 1942–45 Museum Deutsches Goldschmiedehaus Hanau
Die Gründung eines Museums für Edelmetallkunst geht auf eine Initiative des Berliner Juweliers Ferdinand Richard Wilm zurück. Als Gründer der Gesellschaft für Goldschmiedekunst engagierte er sich seit 1932 für die Förderung des Handwerks und fand bei einem Besuch in Hanau in dem Bau am Altstädter Markt ein geeignetes Ausstellungshaus. In enger Kooperation mit der Staatlichen Zeichenakademie und durch gute Verbindungen in die Berliner Partei- und Führungsspitze der NSDAP wurde während des Zweiten Weltkrieges am 18. Oktober 1942 das Deutsche Goldschmiedehaus gegründet und erhielt seinen Sitz in dem Gebäude, wozu das damals dort befindliche Museum des Hanauer Geschichtsvereins in das Stadtschloss verlagert wurde. Die Förderung der Goldschmiedekunst wurde beim Festakt zur Eröffnung von Wilm als kulturpolitisches Ziel benannt.:36–38
Das Interesse am neuen Museum und seinen Ausstellungen war in den Kriegszeiten überaus groß, von Mitte Oktober bis Ende November 1942 wurden bereits rund 25.000 Besuchende gezählt.:38  Das Museum sollte zum Mittelpunkt des Berufs der Goldschmiedekunst werden, neben Ausstellungen wurden Veranstaltungen organisiert, der Aufbau eines Archivs und die Einrichtung einer Bibliothek waren geplant. Mit der Zerstörung des Gebäudes im März 1945 fand das Goldschmiedehaus zunächst ein Ende.:38–40

### Nutzung als Museum ab 1958
Kurz nach Ende des Zweiten Weltkrieges gab es erste Überlegungen, das historische Gebäude wieder aufzubauen. Trotz der vom NS-Regime geförderten Gründung wurde die erneute Einrichtung eines Ausstellungshauses für Gold- und Silberschmiedekunst entschieden.
1985 zog die bis dahin in Hamburg ansässige Gesellschaft für Goldschmiedekunst in das Museum am Altstädter Markt ein.

### Ausstellungen 1942 – 2005 (Auswahl)
Im Museum gab es zwischen 1942 und 2005 unter anderem folgende Ausstellungen:
- 2005: Rudolf Bott – 1. Hanauer Stadtgoldschmied
- 1993: Ebbe Weiss-Weingart – Schmuck und Objekte 1946–1993
- 1974: Claus Bury, Hanau – Schmuck, Zeichnungen, Objekte
- 1965: 1. Internationale Silbertriennale Internationalen Silbertriennale Hanau
- 1964: Die goldene Kette – Wettbewerbsarbeiten
- 1958: Schmuck und Gerät von 1800 bis heute – Ausstellung zur Wiedereröffnung
- 1942: 10 Jahre Deutsche Gesellschaft für Goldschmiedekunst – Eröffnungsausstellung des Goldschmiedehauses

### Das Museum seit 2006
Im Jahr 2006 übernahm die Gesellschaft für Goldschmiedekunst zudem die Betriebsführung des städtischen Museums. Heute werden im Deutschen Goldschmiedehaus Wechselausstellungen, insbesondere Präsentationen von Schmuck, gezeigt.
Heute gehört das Deutsche Goldschmiedehaus zu den bedeutendsten Ausstellungszentren der Gold- und Silberschmiedekunst in Deutschland. Der Fokus liegt auf Einzelausstellungen zu modernen und zeitgenössischen Schmuck- und Gerätpositionen aus dem In- und Ausland. Ergänzt werden sie durch thematische Ausstellungen zu Schmuckgattungen, historische Perioden oder außereuropäischen Schmucktraditionen.
Für Ausstellungen und Veranstaltungen wird regelmäßig mit Lehrenden und Lernenden der Staatlichen Zeichenakademie Hanau, sowie weiteren Akademien und Werkschulen wie der Hochschule Trier, Campus Idar-Oberstein kooperiert. Die Ausstellungstätigkeiten werden durch ein vielfältiges Vermittlungs- und Veranstaltungsprogramm begleitet.

#### Leiter
- Dr. Hans Werner Hegemann (1911–1985)[12]
- 1963–1980: Fritz Bredel (1913–1994)[4]:56
- 1980–2005: Rudolf Schäffer (* 1948)[4]:56
- 2006–2023: Christianne Weber-Stöber (* 1957)[13]
- seit 2024: Malte Guttek (* 1989)[14]

#### Sammlung
Die 1960 begonnene Sammlung gibt mit einer Vielzahl von Schmuckstücken und Tafelgerät einen repräsentativen Überblick zur nationalen und internationalen Szene nach 1945.
In der durch Schenkungen, Nachlässe und Ankäufe kontinuierlich wachsenden Sammlung findet sich Gerät und Schmuck von u. a. Friedrich Becker, Rudolf Bott, Eberhard Burgel, Claus Bury, Georg Dobler, Uta Feiler, Karl Fritsch, Yasuki Hiramatsu, David Hockney, David Huycke, Svenja John, Hermann Jünger, Jiro Kamata, Martin und Ulla Kaufmann, Kreuter & Co Hanau, Hermann Kunkler, Otto Künzli, Bruno Martinazzi, Wilfried und Gerda Moll, Peter Skubic, Albert Sous, Elisabeth Treskow, David Watkins, Norman Weber, Silvia Weidenbach, Herbert Zeitner.
Im Treppenhaus erstreckt sich seit 1990 die Wellenkinetik von Friedrich Becker über mehrere Stockwerke.
Die Goldschmiedemeisterin Ebbe Weiss-Weingart überließ der Stadt Hanau für das Deutsche Goldschmiedehaus 250 Schmuckstücke aus den Jahren 1947 bis 1998. Diese wurden vom 25. Februar bis 3. Juni 2018 in der Ausstellung Ebbe Weiss-Weingart – 70 Jahre Schmuck präsentiert.

### Ausstellungen seit 2006 (Auswahl)
Im Museum gab es seit 2006 unter anderem folgende Ausstellungen:
- 2024: Auftrag Kunst. Gestalten für die Kirche nach 1945[18]; Kumpane. Alexander Blank[19]
- 2022: Friedrich Becker Zum Spielen geboren[20], 20. Silbertriennale International Internationalen Silbertriennale Hanau[21], Arbeit im Prozess. 250 Jahre Staatliche Zeichenakademie[22]
- 2021: Bruno Martinazzi. Ein Künstlerphilosoph im Schmuck[23]
- 2017: Die Sammlung Bollmann. Schmuck von 1970–2015[24]; Hermann Jünger (1928–2005). Schmuckstücke – Fundstücke. Ein Rückblick[25]
- 2016: Sam Tho Duong – 6. Hanauer Stadtgoldschmied[26]
- 2015: Daniel Kruger. Zwischen Natur und Künstlichkeit – Schmuck 1974–2014[27]
- 2014: PRECIOUS. Margit Jäschke
- 2012: Karl Fritsch – Disco. 4. Hanauer Stadtgoldschmied
- 2011: „Ich sage Schmuck, aber ich meine den kreativen Prozess“ Gerd Rothmann – Schmuck und Gerät
- 2010: Die Berliner Goldschmiede Emil Lettré und Herbert Zeitner
- 2008: David Watkins Artist in Jewellery
- 2007: Das eigene und das Fremde – Bettina Speckner Schmuck
- 2006: F wie „Fundstücke“ – Wolfgang Skoluda